# Ponoćni ekspres (glazbeni sastav)
Ponoćni ekspres, hrvatski glazbeni sastav iz Splita. Izvodili su rock i pop rock skladbe. Članovi su bili Goran Lekić, Milan Đuranović, Zoran Jukić, Elvis Katić, Bogdan Radonić, Dino Baldasari, Toni Silobrčić, Jasmin Selimović i Eduard Botrić. Milan Đuranović je pisao glazbu, tekst i aranžmane. Objavili su tri albuma, dva studijska i jedan kompilacijski. Najveće uspješnice bile su im Kokain i Svojom stranom ulice.
Trebali su sudjelovati na Jugoviziji 1991., izlučnom natjecanju na kojem je Jugoslavija slala svog predstavnika na Euroviziji. Tadašnjim članovima Đuranoviću i Dejanu Perišiću su iz parkiranog automobila ispred hotela pokrali stvari i gitare, a bez vidljivih tragova obijanja vozila.
Pjevač Milan Đuranović danas živi u Podgorici, a kći mu Leopolina danas ima američku putovnicu.

## Članovi
- Milan Đuranović - vokal i gitare
- Zoran Jukić - prateći vokal i gitare
- Goran Lekić - bas gitara
- Elvis Katić - bubnjevi
- Bogdan Radonić - klavijature

- Dino Baldasari - bas

- Toni Silobrčić - bubanj
- Jasmin Selimović - ritam gitara
- Eduard Botrić - klavijature

## Diskografija
- Ponoćni ekspres, 1989.
- Svojom stranom ulice, 1991.
- Daleko od svega, 2007. (kompilacija)[3]

## Vanjske poveznice
- Zna li neko???  Arhivirana inačica izvorne stranice od 5. ožujka 2021. (Wayback Machine), Naive Newsgroup Archive, 12. siječnja 2007.
- D.M.: Lider grupe Ponoćni ekspres lažno se predstavio kao osuđenik za ratni zločin u Lori, Index.hr, 14. kolovoza 2010.